# توماس سوليفان
توماس سوليفان (بالإنجليزية: Thomas Sullivan)‏ هو عسكري أمريكي، ولد في 4 أبريل 1859 في جزيرة أيرلندا في المملكة المتحدة، وتوفي في 10 يناير 1940.